# Xanthophysa
Xanthophysa é um gênero de mariposa pertencente à família Crambidae.